# Футулуйчук Василь Миколайович
Футулуйчук Василь Миколайович (нар. 27 травня 1952, с. Княждвір, Коломийський район, Івано-Франківська область) — кандидат історичних наук, доцент, полковник міліції у відставці. Член Донецького відділення НТШ з 2000 р. Директор Інституту управління природними ресурсами Університету економіки та права «КРОК» (м. Коломия).
Коло наукових інтересів: історія України, історія визвольних змагань, УПА.

## Біографія
1952 року народження. Освіта вища — педагогічна, юридична. У 1978 році закінчив Івано-Франківський педагогічний інститут ім. В.Стефаника, історичний факультет, за спеціальністю — викладач історії та суспільствознавства.
У 1997 році закінчив Національну академію внутрішніх справ МВС України за спеціальністю юрист — правознавство.
Кандидатську дисертацію захистив 10 грудня 1999 року на засіданні Спеціалізованої вченої ради (К- 35.052.15) у Державному університеті «Львівська політехніка». Рішенням ВАК України від 15.03.2000 року присуджено науковий ступінь кандидата історичних наук, за спеціальністю 20.02.22., військова історія.
Стаж педагогічної та викладацької роботи у навчальних закладах III рівня акредитації, Івано-Франківському училищі міліції 8 років, у тому числі викладацької 2; ІІІ рівня акредитації, ДІВС МВС України 7 років, в тому числі викладацької 3 роки і 9 місяців.
Основні етапи науково-педагогічної діяльності: з червня 1996 року по березень 2001 року — заступник начальника, начальник слідчо-криміналістичного факультету № 3 Донецького інституту внутрішніх справ. 
Викладає на кафедрі предметні дисципліни: Державне будівництво та самоврядування в Україні; Теорія держави та права: Актуальні проблеми теорії держави та права;

## Творчий доробок
Футулуйчук Василь Миколайович має понад 25 друкованих наукових та навчально-методичних праць, 3 монографії.
Основні роботи:
- «Українська Галицька армія: військово-патріотичне виховання та вишкіл (1918—1920 pp.)». (монографія) Львів — Донецьк — 2002 р. Видавництво «Східний видавничий дім». — 152 с.
- М. Футулуйчук, Г. Рогозіна-Марусяк «Княждвір». Макіївка: Графіті, 1998.
- Кравченко В., Добров П., Панченко П., Футулуйчук В., Красноносов Ю. Україна. 1920—1939 роки. Документи свідчать. — Донецьк: Східний видавничий дім. НТШ-Донецьк. — 2004. — 182 с.
- М. Футулуйчук, Г. Рогозіна-Марусяк «Княждвір» (видання 2-е присвячене 600-чіччю села Княждвір). Коломия: «Вік», 2019, 450 с.
- Василь Футулуйчук, Дмитро Футулуйчук. З ДОСВІДУ ЗУНР (УСС ТА УГА): ВІЙСЬКОВА ПРИСЯГА І СТАТУТИ — ОСНОВА ПРАВОПОРЯДКУ ВІЙСЬКА \\ Донецький вісник Наукового товариства ім.. Шевченка. — т. 55. — ХАРКІВ-ЗАПОРІЖЖЯ, 2025. — 173 с. С. 75.

## Нагороди та відзнаки
- Пам'ятна медаль «Микита Шаповал» Донецького відділення НТШ, посвідчення № 23 від 23 грудня 2023 р. з нагоди 150-річчя НТШ.